# Pierre Vaultier
Pierre Vaultier (ur. 24 czerwca 1987 w Briançon) – francuski snowboardzista, dwukrotny mistrz olimpijski, mistrz świata.

## Kariera
Na arenie międzynarodowej zadebiutował 23 marca 2001 roku podczas konkursu Pucharu FIS w Tignes, zajmując 60. miejsce w snowcrosie. W 2005 roku wystartował na mistrzostwach świata juniorów w Zermatt, zdobywając brązowy medal w tej konkurencji. Podczas rozgrywanych dwa lata później mistrzostw świata juniorów w Bad Gastein zajął ósmą pozycję.
W zawodach Pucharu Świata zadebiutował 17 września 2005 roku w Valle Nevado, zajmując 14. miejsce w snowcrosie. Tym samym już w swoim debiucie wywalczył pierwsze pucharowe punkty. Na podium zawodów tego cyklu po raz pierwszy stanął 9 grudnia 2005 roku w Whistler, kończąc rywalizację na drugiej pozycji. W zawodach tych rozdzielił Kanadyjczyka Jaseya-Jaya Andersona i Setha Wescotta z USA. Najlepsze wyniki osiągnął w sezonach 2007/2008, 2009/2010, 2011/2012, 2015/2016, 2016/2017 i 2017/2018, kiedy zwyciężał w klasyfikacji snowcrossu. W tej samej klasyfikacji był też drugi w sezonie 2010/2011 oraz trzeci w sezonie 2006/2007. Ponadto w sezonie 2009/2010 był drugi w klasyfikacji generalnej, a w sezonie 2007/2008 był trzeci.
Podczas igrzysk olimpijskich w Turynie wystartował w snowcrossie, zajmując 35. miejsce. Na rozgrywanych cztery lata później igrzyskach w Vancouver był dziewiąty, a podczas igrzysk w Soczi w 2014 roku zdobył złoty medal. W zawodach tych wyprzedził Rosjanina Nikołaja Olunina i Alexa Deibolda z USA. Zwyciężył także na mistrzostwach świata w Sierra Nevada w 2017 roku, pokonując Hiszpana Lucasa Eguibara i Alexa Pullina z Australii. Podczas rozgrywanych cztery lata wcześniej mistrzostw świata w Stoneham był czwarty, przegrywając walkę o podium ze Stianem Sivertzenem z Norwegii. Był też między innymi piąty na mistrzostwach świata w La Molina w 2011 roku. W 2018 obronił tytuł mistrza olimpijskiego. Wielokrotnie zwyciężał w zawodach Pucharu Świata. Jest też czterokrotnym mistrzem Francji w snowcrossie (2005, 2007, 2010 i 2016). W grudniu 2020 roku ogłosił zakończenie sportowej kariery.

## Osiągnięcia

### Igrzyska olimpijskie
| Miejsce | Dzień     | Rok  | Miejscowość | Konkurencja    | Zwycięzca    |
| ------- | --------- | ---- | ----------- | -------------- | ------------ |
| 35.     | 16 lutego | 2006 | Turyn       | Snowboardcross | Seth Wescott |
| 9.      | 15 lutego | 2010 | Vancouver   | Snowboardcross | Seth Wescott |
| 1.      | 18 lutego | 2014 | Soczi       | Snowboardcross | –            |
| 1.      | 15 lutego | 2018 | Pjongczang  | Snowboardcross | –            |

### Mistrzostwa świata
| Miejsce | Dzień       | Rok  | Miejscowość   | Konkurencja    | Zwycięzca        |
| ------- | ----------- | ---- | ------------- | -------------- | ---------------- |
| 41.     | 14 stycznia | 2007 | Arosa         | Snowboardcross | Xavier de Le Rue |
| 5.      | 18 stycznia | 2011 | La Molina     | Snowboardcross | Alex Pullin      |
| 4.      | 26 stycznia | 2013 | Stoneham      | Snowboardcross | Alex Pullin      |
| 14.     | 16 stycznia | 2015 | Kreischberg   | Snowboardcross | Luca Matteotti   |
| 1.      | 12 marca    | 2017 | Sierra Nevada | Snowboardcross | -                |
| DNS     | 1 lutego    | 2019 | Solitude      | Snowboardcross | Mick Dierdorff   |

### Puchar Świata

#### Miejsca w klasyfikacji generalnej
- sezon 2005/2006: 49.
- sezon 2006/2007: 35.
- sezon 2007/2008: 3.
- sezon 2008/2009: 69.
- sezon 2009/2010: 2.
  - SBX[2]
- sezon 2010/2011: 2.
- sezon 2011/2012: 1.
- sezon 2012/2013: 9.
- sezon 2013/2014: 55.
- sezon 2014/2015: 14.
- sezon 2015/2016: 1.
- sezon 2016/2017: 1.
- sezon 2017/2018: 1.
- sezon 2018/2019: 40.

#### Zwycięstwa w zawodach
1. Stoneham – 17 marca 2007 (snowcross)
2. Valle Nevado – 27 września 2007 (snowcross)
3. Sungwoo – 15 lutego 2008 (snowcross)
4. Stoneham – 9 lutego 2008 (snowcross)
5. Chapelco – 13 września 2008 (snowcross)
6. Chapelco – 12 września 2009 (snowcross)
7. Telluride – 19 grudnia 2009 (snowcross)
8. Veysonnaz – 15 stycznia 2010 (snowcross)
9. Stoneham – 21 stycznia 2010 (snowcross)
10. La Molina – 19 marca 2010 (snowcross)
11. Telluride – 17 grudnia 2010 (snowcross)
12. Telluride – 16 grudnia 2011 (snowcross)
13. Blue Mountain – 8 lutego 2012 (snowcross)
14. Stoneham – 21 lutego 2012 (snowcross)
15. Sierra Nevada – 21 marca 2013 (snowcross)
16. Feldberg – 24 stycznia 2016 (snowcross)
17. Sołniecznaja dolina – 21 lutego 2016 (snowcross)
18. Feldberg – 11 lutego 2017 (snowcross)
19. Bansko – 27 stycznia 2018 (snowcross) – 2. miejsce
20. Feldberg – 4 lutego 2018 (snowcross)

#### Pozostałe miejsca na podium w zawodach
1. Whistler – 9 grudnia 2005 (snowcross) – 2. miejsce
2. Valmalenco – 13 marca 2008 (snowcross) – 2. miejsce
3. Badgastein – 10 stycznia 2010 (snowcross) – 2. miejsce
4. Arosa – 24 marca 2011 (snowcross) – 2. miejsce
5. Veysonnaz – 19 stycznia 2012 (snowcross) – 3. miejsce
6. Feldberg – 23 stycznia 2016 (snowcross) – 2. miejsce
7. Pjongczang – 27 lutego 2016 (snowcross) – 2. miejsce
8. Veysonnaz – 5 marca 2016 (snowcross) – 2. miejsce
9. Bansko – 4 lutego 2017 (snowcross) – 2. miejsce
10. Cervinia – 22 grudnia 2017 (snowcross) – 2. miejsce
11. Erzurum – 20 stycznia 2018 (snowcross) – 2. miejsce
12. Feldberg – 3 lutego 2018 (snowcross) – 2. miejsce
13. Moskwa – 10 marca 2018 (snowcross) – 2. miejsce

- W sumie (20 zwycięstw, 12 drugich i 1 trzecie miejsce).